# Пирмин Цурбриген
Пирмин Цурбриген (на немски: Pirmin Zurbriggen) е швейцарски скиор, състезаващ се в алпийските дисциплини. Той е един от най-успешните скиори, четирикратен носител на световната купа (1984, 1987, 1988 и 1990).
Цурбриген е универсален скиор, като най-много титли има в спускането, супергигантския слалом и комбинацията. Той е един от петимата скиори с победи и в петте алпийски дисциплини (Марк Жирардели, Киетил Андре Аамод, Гюнтер Мадер и Боди Милър). В стартовете за Световната купа постига 40 победи.
На зимните олимпийски игри в Калгари през 1988 г. печели златен медал в спускането и бронзов в гигантския слалом.
От световните първенства по ски – алпийски дисциплини има четири златни, четири сребърни и един бронзов медал.
След приключване на състезателната си кариера Цурбриген се занимава с хотелиерство. Собственик е на два хотела – в родния си град Саас-Алмагел и швейцарския курорт Цермат.
Сестра му Хайди Цурбриген също се състезава в алпийските дисциплини по ски.